# Thorsten Bach (Mediziner)
Thorsten Bach (* 1972) ist ein deutscher Urologe und Hochschullehrer.

## Leben
Bach schloss seine Schulbildung 1992 mit dem Abitur am Johann-Rist-Gymnasium in Wedel ab. Von 1994 bis 2002 studierte er Medizin an der Universität Hamburg, seine Doktorarbeit zum Thema „Der Stellenwert des GnRH-Tests bei der einseitigen Varikozele testis in unterschiedlichen Ausprägungsgraden und mit definiertem testikulärem Volumen“ wurde 2004 an der Medizinischen Fakultät der Ludwig-Maximilians-Universität München angenommen. Von September 2002 bis Januar 2008 war Bach in der Urologie der Asklepios-Klinik in Hamburg-Barmbek tätig. Seine Habilitation im Fach Urologie (Titel der Arbeit: „Klinische Etablierung eines neuartigen minimal-invasiven Laserverfahrens zur Therapie obstruktiver Erkrankungen des unteren männlichen Harntraktes“) schloss er 2009 an der Medizinischen Fakultät Mannheim der Universität Heidelberg ab. 2012 wurde Bach der „Wolfgang-Mauermayer-Preis“ der Deutschen Gesellschaft für Urologie verliehen. Im selben Jahr erhielt er den „Best-Reviewer-Award“ der „Engineering and Urology Society“. Am Urologischen Universitätsklinikum der Universitätsmedizin Mannheim lehrte er im Fach Urologie, an der Asklepios-Klinik in Hamburg-Barmbek war er ebenfalls als Dozent in der Urologie tätig. Mit Beginn September 2014 trat er an der Asklepios-Klinik in Hamburg-Harburg das Amt des Vorsitzenden der urologischen Abteilung an. Zu den Schwerpunkten seiner wissenschaftlichen Arbeit zählen die Therapie urologischer Tumoren, die Endourologie sowie Nierensteintherapie und Laserbehandlung. Mitte Januar 2020 wurde Bach Chefarzt der Urologie im Asklepios-Westklinikum in Hamburg-Rissen., welche er bis Herbst 2024 leitete.
Im Januar 2025 wurde er als Leiter für Minimal-Invasive Prostatatherapie und Endourologie am Universitätsklinikum Schleswig-Holstein in Kiel tätig. 